# Elkalyce cratylus
Elkalyce cratylus är en fjärilsart som beskrevs av Hans Fruhstorfer 1934. Elkalyce cratylus ingår i släktet Elkalyce och familjen juvelvingar. Inga underarter finns listade i Catalogue of Life.